# Museumstrasse (Winterthur)

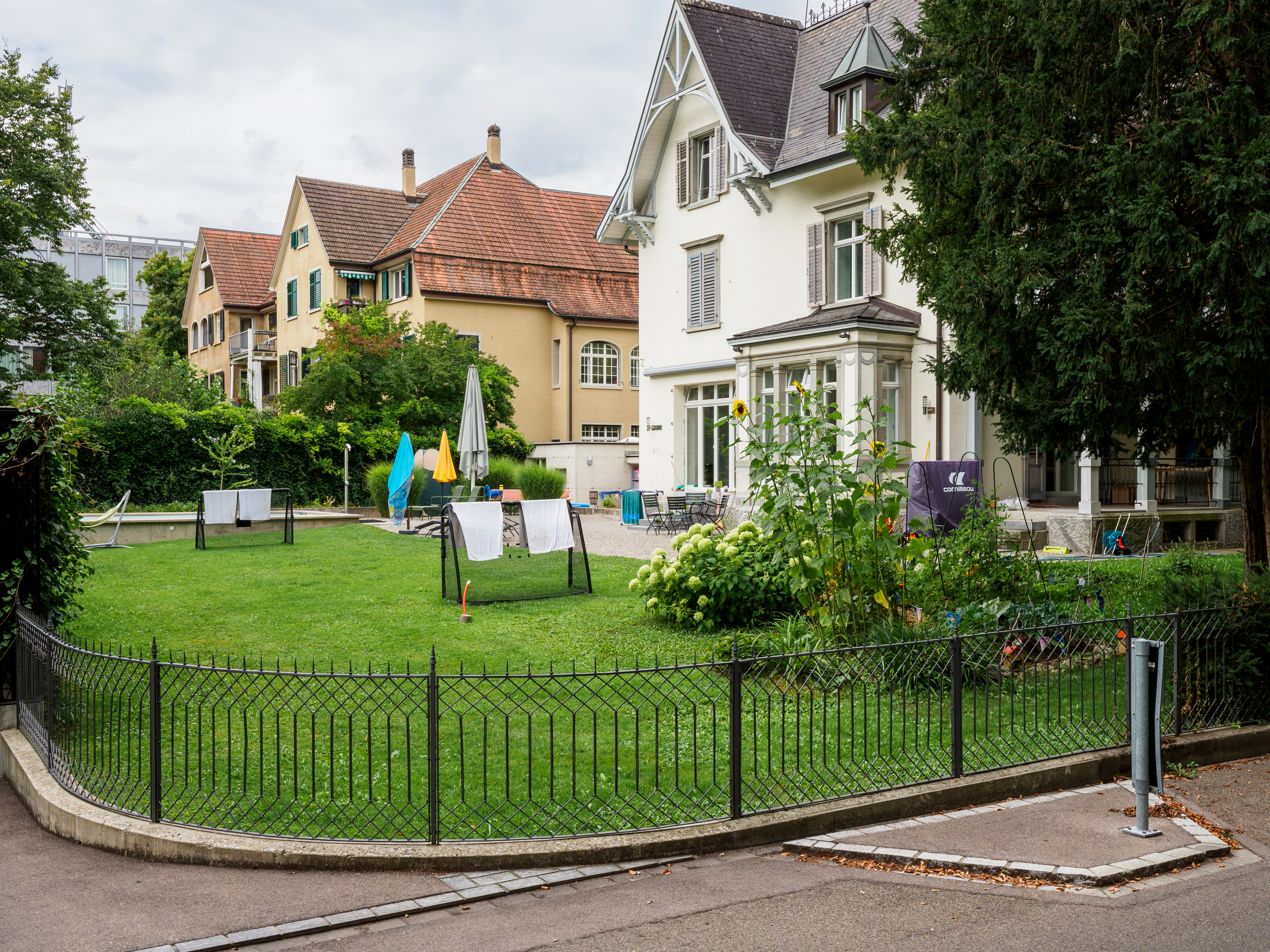
Museumstrasse 5, 7 & 9, Gartenseite, Blick aus der Palmstrasse.

Die Museumstrasse ist eine etwa 1065 m lange Strasse in Winterthur im Schweizer Kanton Zürich, die nördlich entlang der Winterthurer Altstadt entlangführt. Sie ist eine der ältesten Strassen Winterthurs und zwischen der Merkur- und General-Guisan-Strasse Teil der Hauptstrasse 7.

## Verlauf
Die Museumstrasse beginnt bei der am Bahnhofplatz gelegenen Bushaltestelle «Museumstrasse/HB» und verläuft danach ostwärts. Auf dem ersten Abschnitt ist die Strasse eine zum Bahnhofplatz führende Einbahnstrasse. Danach kommt von der Merkurstrasse her die in diesem Abschnitt richtungsgetrennt verlaufende Hauptstrasse 5, und die Museumstrasse ist von da an als ostwärts führende Einbahnstrasse Teil der Hauptstrasse. Auffallend ist an dieser Kreuzung auch das Jonas-Furrer-Denkmal, das Jonas Furrer, dem ersten Bundespräsidenten der Schweiz, gewidmet ist.
Auf dem Abschnitt bis zur Lindstrasse führt die Strasse an der Südseite am Stadtgarten und an der Rückseite des Altstadt-Schulhauses vorbei, wobei die Strasse zum Stadtpark hin durch eine Baumreihe abgegrenzt ist, und bildet dort auch gleichzeitig die Quartiergrenze zwischen den Quartieren Altstadt und Lind. Nördlich befinden sich verschiedene Villen wie die Villa Sträuli und die Villa Sulzberg, ein Seiteneingang zum Theater Winterthur sowie das Kunstmuseum und das Naturmuseum. Mit den Zufahrten zu den Parkhäusern des Coop City sowie des Theaters Winterthur finden sich auch einige Parkierungsmöglichkeiten entlang der Strasse. Nach der Kreuzung über die Lindstrasse führt die Strasse zwischen dem Stadthaus und der Turnhalle Lind hindurch. Bei der Kreuzung mit der General-Guisan-Strasse wird die Hauptstrasse schliesslich dort weitergeführt.
Die Museumstrasse führt danach als Quartierstrasse an Verwaltungsgebäuden der AXA Winterthur vorbei in die Tempo-30-Zone im Inneren Lind. Als Teil des dortigen, wechselseitigen Einbahnregimes ist die Strasse für den Individualverkehr nicht durchgehend befahrbar, um Schleichverkehr im Wohnquartier zu verhindern. Viele der dortigen in den 1900er-Jahren gebauten Häuser sind im Inventar der schutzwürdigen Gebäude der Stadt Winterthur inventarisiert, das Doppelwohnhaus an der Museumstrasse 7/9 steht unter Schutz. Die Museumstrasse endet schliesslich nach 440 Metern Strecke im Innern Lind in der Pflanzschulstrasse.

## Geschichte
Die Museumstrasse verläuft entlang eines alten Flurwegs und ist bereits auf einem Strassenverzeichnis von 1834 als Strasse «Hinter den Gärten» erwähnt und damit eine der ältesten Strassen der Stadt. Bis zum Bau des Stadthauses in den 1860er-Jahren trug die Strasse den Namen Hintergartengässchen und wurde nach Fertigstellung des Stadthauses in Stadthausstrasse umbenannt. Nach Fertigstellung des Kunstmuseums Winterthur im Jahr 1916 kam es dann zu einem Namenstausch mit der vorher als Museumstrasse bezeichneten Stadthausstrasse.
1968 wurde auf der Museumstrasse im Rahmen eines Versuchs auf dem Abschnitt zwischen Merkur- und General-Guisan-Strasse der noch heute gültige Einbahnverkehr eingeführt.
1973 nahm die Winterthurer Stimmbevölkerung die Volksinitiative für eine autofreie Altstadt an, die neben der Altstadt auch die Stadthaus- sowie die Museumstrasse autofrei machen sollte. Jedoch stellte sich der bürgerliche Stadtrat gegen diesen Volksentscheid und torpedierte ihn 1978 endgültig, als die Parkhausausfahrt für das neue Theater Winterthur auf die Museumstrasse gelegt wurde.